# チアリーチャム
チアリーチャム（ラテン文字表記：CHEERY CHUMS）は、日本のサンリオによるキャラクター。1979年開発。2014年現在のデザイナーは深沢和美。主人公であるチャムはウサギをモチーフに擬人化。クレヨンタッチの作画が特徴の和み系キャラクターである。

## 来歴
「チアリーチャム」という名称およびキャラクターデザインは1979年に開発されて商品展開がされていたが、その頃は単にうさぎちゃんやぶたくんなどと呼ばれていて5人のキャラクターの名前はまだなかった。
8年後のいちご新聞1987年6月号（232号）の紙面上でキャラクター名の読者公募をしたところ637通の応募があり、その中から当時のチアリーチャム担当デザイナーである半田久美子の選考により名前が決定され、いちご新聞1987年10月号（236号）の紙面にキャラクター名と命名者である応募者の氏名が公表された。

## 設定
野原にある動物村の住人の仲良しの5人組でパーティを開くのが好き。いつも野原で遊んでいる。
チャム（CHUM）
うさぎの女のコで紅一点。さみしがり屋でおちゃめ。一人では何もできない。周りから愛されていて優しくされると嬉しくなる。草原をスキップすることや、クッキーやケーキを作ることが好き。みんなを家に招いてパーティを開くことも好き。特技はお裁縫とお料理。誕生日は7月12日。
パム（PAM）
ぞうの男のコ。無口だが周りから信頼され、やさしくて力持ちな5人のリーダー格。楽器の演奏が好きで、特にトランペットを演奏することが得意。演目の十八番はぞうさん。またメカに関しても強く、手品やプラモデル作りやラジコンも得意。誕生日は10月10日。生まれた場所については記憶になく、気が付いたときにはすでに草原にいた。
ムー（MŪ）
くまの男のコ。勉強家で行動力があり物知り。また、おしゃれな側面もある。みんなの悩みを聞いてくれる良きアドバイサーで読書が好き。カナリア語が得意で小鳥さんと歌を歌う。自宅は本屋さん。誕生日は8月19日。フランスのアルプス山脈の麓に所在する小さな町で誕生した。
プー（PŪ）
ぶたの男のコ。ブーやプウとも称する。口下手だがはにかみ屋なロマンチスト。チャムが好きでそのラブレターをいつも持っているが、「は、はずかし…」ととても恥ずかしがり屋で引っ込み思案な性格から告白できなくてラブレターを渡せずにいる。空や壁にクレヨンやペンキを使って絵を描くことが好き。特技は花束作り。自宅は花屋さん。誕生日は2月23日。草原にある小屋の中で誕生した。
ミュー（MIYU）
ねこの男のコ。下町っ子でいたずら好きで甘えん坊。プーとは仲がいい。遊びの天才でいつも外で遊んでいてメンコやけん玉、三輪車に乗ることが好き。自宅は下町の駄菓子屋さん。誕生日は8月13日。早朝の霧の立ち込める中誕生した。
チュ（CHYU）
ねずみの男のコ。甘えん坊でおっちょこちょい。チャムの家で生まれた。チャムのことが大好きでチュにとって一番の友だち。チャムの気持ちが分かることから元気がないときは明るく笑わせることもできる。チャムの傍らで昼寝することも好き。チャムの傍にいないと落ち着かない。以前までの名前は「チユ」だったが、2022年8月9日にサンリオ公式ホームページがリニューアルし、チアリーチャムのページには名前が「チュ」に変更されている。

## 商品
ビニール製起き上がりこぼし人形やキャラクターがプリントされたペロペロキャンディ、タオルやポーチやハンガーなどの雑貨が発売されていた。最近でも商品展開が行なわれ、大人向け商品のほか、「ぴょこのるマスコット」やミニミラーマスコットなどが発売されている。

## サンリオキャラクター大賞の順位
『いちご新聞』の読者投票企画「サンリオキャラクター大賞」では第28回（2013年）の19位が順位が明確に分かる範疇で歴代最高である。
2013年サンリオキャラクター大賞19位。2013年サンリオキャラクター大賞の特別企画である「これやります宣言」で、「20位以内なら5にん集合して再デビューします！」と宣言していたが、見事19位とトップ20にランクインされたため再デビューすることとなり、いちご新聞2013年10月号の紙面上で再デビューに向けての意見やアイデアの募集が行なわれた。また、いちご新聞に届いた票のみを集計したその年のサンリオキャラクター大賞いちご新聞ランキングでは昨年より順位を10上げ、5位にランクインした。
2017年のサンリオキャラクター大賞は総合順位は32位で、ランキング時のコメントは「緊張しちゃった♡」であった。また、いちご新聞ランキングでは17位にランクインされた。
2013年をピークに近年はサンリオキャラクター大賞本戦、いちご新聞ランキングとも順位が低下傾向にある。
また、いちご新聞オリジナル企画で2016年より「サブキャラコンテスト」が開催されている。
2016年の「サブキャラコンテスト」はチアリーチャムからはノミネートなし、2017年の「サブキャラコンテスト」でチアリーチャムからは「ミュー」がノミネートし、15位にランクインされた。2018年の「サブキャラコンテスト」はチアリーチャムからは「プー」がノミネートし、17位にランクインされた。
第4回（2019年）は第1回（2016年）〜第3回（2018年）までの上位20キャラクター同士の決戦コンテストで、チアリーチャムからは「プー」が36位、「ミュー」が37位にランクインされた。
仕切り直しとなる第5回（2020年）はチアリーチャムからはノミネートなしであった。
- 2025年サンリオキャラクター大賞?位
- 2024年サンリオキャラクター大賞41位
- 2023年サンリオキャラクター大賞42位
- 2022年サンリオキャラクター大賞36位
- 2021年サンリオキャラクター大賞36位（いちご新聞ランキング28位[21]）。
- 2020年サンリオキャラクター大賞40位（いちご新聞ランキング29位[22]）。
- 2019年サンリオキャラクター大賞36位（いちご新聞ランキング23位[23]）。
- 2018年サンリオキャラクター大賞30位（いちご新聞ランキング15位[24]）。
- 2017年サンリオキャラクター大賞32位（いちご新聞ランキング17位[25]）。
- 2016年サンリオキャラクター大賞36位（いちご新聞ランキング14位[26]） ／ なでる投票44位[27]。
- 2015年サンリオキャラクター大賞27位[28]（いちご新聞ランキング13位[29]）。
- 2014年サンリオキャラクター大賞20位圏外[30][注釈 3]（いちご新聞ランキング7位[33]）。
- 2013年サンリオキャラクター大賞19位（いちご新聞ランキング5位[34]）。
- 2012年サンリオキャラクター大賞25位[35]。
- 2011年サンリオキャラクター大賞23位[36]。
- 2010年サンリオキャラクター大賞20位[37]。
- 1986年〜2009年サンリオキャラクター大賞10位圏外[38]。

## その他
- 開発から40年近く経過しているキャラクターであるが、『いちご新聞』で未だに表紙を大きく飾ったことはない[39]。
- サンリオ創業50周年の記念イベントとして東京お台場にて「GREEN TOKYO HELLO KITTY & FRIENDS」（グリーン・トウキョウ・ハローキティ・アンド・フレンズ）が2010年8月9日から8月22日にかけて開催された際に、大小のサンリオキャラクターのバルーンがお台場の海上に浮かべられ、その中に「チアリーチャム」も含まれた[40]。
- エクサムが発売するキッズ向けトレーディングカードアーケードゲームであるハローキティとまほうのエプロン 〜サンリオキャラクター大集合!〜の第4弾『〜みんな集まれ!お料理パーティー!〜』に登場するキャラクターのひとつとしてチアリーチャムが起用された[41]。